# Gaetano Alimonda

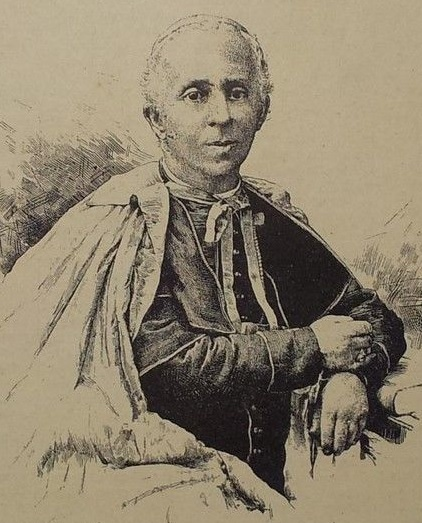
Gaetano Kardinal Alimonda

Kardinalswappen

Gaetano Alimonda (* 23. Oktober 1818 in Genua, Italien; † 30. Mai 1891 in Albaro, Ligurien) war Erzbischof von Turin und Kardinal der Römischen Kirche.

## Leben
Geboren als Sohn eines Getreidehändlers, studierte Gaetano Alimonda an der Universität Genua, wo er den Doktor der Rechtswissenschaften erlangte. Am 17. Dezember 1842 wurde er zum Subdiakon geweiht und empfing am 11. März 1843 die Diakonenweihe. Nach seiner Priesterweihe am 10. Juni desselben Jahres wirkte er als Professor am Seminar in Genua, dessen langjähriger Rektor er ab 1854 war. 1866 wurde er Domherr und Mitglied des Metropolitankapitels. Der Papst verlieh ihm den Titel Hausprälat Seiner Heiligkeit. In der Zeit des Risorgimento schrieb Gaetano Alimonda für mehrere katholische Zeitungen und bekämpfte in seinen Artikeln den Liberalismus und die Vereinigung Italiens.
Am 21. September 1877 wurde Gaetano Alimonda zum Bischof von Albenga ernannt. Die Bischofsweihe spendete ihm am 11. November desselben Jahres in der Kathedrale von Genua der Erzbischof von Genua, Salvatore Magnasco; Mitkonsekratoren waren Giovanni Baptista Cerruti, Bischof von Savona e Noli, und Tommaso Reggio, Koadjutor von Ventimiglia. Sein bischöflicher Wahlspruch lautete “Et Mundo Corde” (Ps 24,4 , deutsch: „Und reinen Herzens“).
Papst Leo XIII. erhob ihn im Konsistorium am 18. Mai 1879 zum Kardinalpriester und verlieh ihm am 22. September 1879 die Titelkirche Santa Maria in Traspontina. Er resignierte auf sein Bischofsamt und wurde Kurienkardinal. Vom 9. August 1883 bis zu seinem Tod war er Erzbischof von Turin.
Er starb an einer Leberkrankheit und wurde in Turin beigesetzt.

## Veröffentlichungen (Auswahl)
- Ragionamenti sul dogma dell’immacolata Concezione. Genua 1856.
- Dio e i popoli nella guerra del 1870 e 1871. Genua 1871.
- Il Papa in Italia. Genua 1871.
- La Chiesa nella morte di Pio IX. Genua 1878.
- Il mio episcopato. 2 Bde. Genua 1879. (Lebenserinnerungen)
- Lutero e l’Italia. Turin 1888.
- Quattro anni in Roma. Turin  1889.
- Lettere al canonico Fortunato Vinelli. Genua 1892.